# Carl Gustaf Hoving

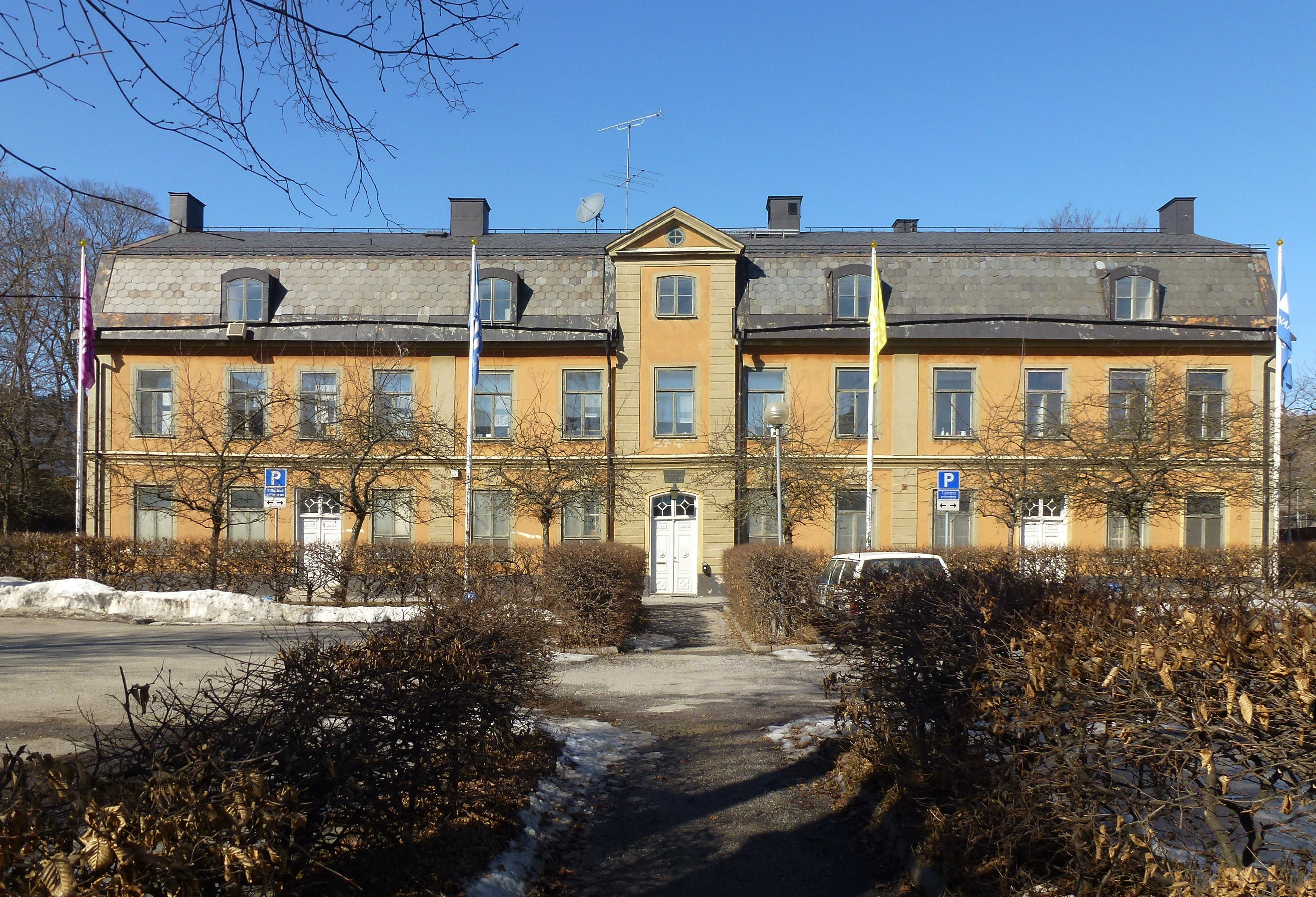
Hovings malmgård i mars 2013.

Carl Gustaf Hoving, född 1740, död 1829 var en fabrikör i Stockholm. År 1770  lät han uppföra Hovings malmgård och kvarnen Klippan.
Hovings släkt härstammande från Jan Jansson Hoving (död 1748),  som var född i Amsterdam och kom till Stockholm i slutet av 1600-talet. Hans tobaksspinneri hade  en ledande ställning bland stadens  tobaksfabriker. Carl Gustaf Hoving var sonson till Jan Jansson Hoving. Han ägde en tid Sundby gård i Huddinge socken och han bedrev ett framgångsrikt färgeri i Stockholm. På hans initiativ fick Sundbys huvudbyggnad sin slutliga utformning 1790, med tjugofyra rum fördelade på tre våningar. 
På 1770-talet lät han uppföra kvarnen Klippan på nuvarande Danviksklippan vid Hammarby sjö. Det var ett ståtligt bygge av holländsk typ. Kvarnen användes för malning av färg till Hovigs färgeri. Hoving  själv bodde i Hovings malmgård som han lät bygga norr om Hammarbysjön samtidigt med kvarnen. Malmgården ritades av arkitekt Casper Christian Friese i en nyklassicistisk stil. Kvarnen revs 1903 medan malmgården ingick under en tid i Liljeholmens stearinfabriks tillverkningslokaler och finns alltjämt kvar.